# 미미 웨델
미미 워델(Mimi Weddell, 영어 발음: /wəˈdɛl/, 1915년 2월 15일 ~ 2009년 9월 24일)은 미국의 배우, 모델, 텔레비전 배우, 영화배우이다.
윌스턴에서 태어났으며 맨해튼에서 사망하였다.

## 영화
- 해츠 오프 (2008년)
- 어 퍼펙트 핏 (2005년)
- Mr. 히치 - 당신을 위한 데이트 코치 (2005년)
- 고 피쉬 (1994년)
- 법과 질서 (1990년)
- 카이로의 붉은 장미 (1985년)
- 스튜던트 바디스 (1981년)